# Max Mix
株式會社Max Mix（日语：株式会社マックミック）是一家位於日本東京都中央區新富的聲優、旁白、藝人、模特兒經紀公司（聲優事務所）。成立於2007年3月30日。

## 所屬聲優

### 男性
| 行 - 池田恭祐 - 石原優 - 今福季寬 - 江原實 - 岡田慎平 - 小川豪範 行 - 門馬勝貴 - 小礒岳人 - 古賀薰 - 小橋達也 | 行 - 櫻隼人 行 - 高橋廣樹 - 田中智之 - 直樹 行 - 西村俊彥 | 行 - 橋本祐樹 - 花尾大地 - 平尾健太郎 行 - 增岡大介 - 松田清之輔 行 - 矢尾一樹 - 柳原隆 - 吉田匡孝 |

### 女性
| 行 - 相橋愛子 - 阿部夏來 - 天澤神奈 - 磯村知美 - 宇佐美涼子 - 大谷衣里奈 行 - 金丸由奈 - 木邑文乃 - 黑葛原真奈 | 行 - 稅所千鶴 - 下純美 - 谷陽子 - 澤田志織 - 杉山滋美 行 - 谷下由佳 | 行 - 一言麻衣子 行 - 森山近美 行 - 吉田伊織 |

### 準所屬
| - 大島昭彥 - 尾崎潤 - 木村文耶 - 古河友紀也 - 竹森翔太 - 花岡星也 | - 井乃靜香 - 鬼束志步 - 小松沙羅 - 田中美月 |

### 預留
- 池田恭祐（日语：池田恭祐）

### 業務提攜
- 飯田道朗（日语：飯田道朗）

## 過往所屬主要聲優
| - 我妻正崇（自由職業） - 安部慎二郎 - 岩永哲哉（自由職業） - 奧上英雄（現所屬：Ave company） - 垣坂翔太（現所屬：Actor-noix） - 辻谷耕史（轉身成自由身之後死去） - 遠山大介（現所屬：合同會社海風） - 西村佳祐（現所屬：excel human agency （页面存档备份，存于）） - （現所屬：Ave company） - 山崎進哉 - 吉村和紘（自由職業） | - 葵井歌菜（現所屬：Herring-bone） - 宇野千尋（現所屬：Aksent預留） - 河合紗希子（現所屬：Amuleto） - 相樂郁希 - 橋本涼子 - 羽根詩織 - 本多知惠子（移籍青二Production之後於在籍中死去） - 三浦七緒子（現所屬：B-Box） - 村椿玲子 - 森山理來 |

## 外部連結
- 株式會社Max Mix公式官網 （页面存档备份，存于） （日語）